# Centre Square
Center Square es un complejo de oficinas en el Centro de la ciudad Filadelfia, en el estado Pensilvania (Estados Unidos). El complejo consta de dos torres de hormigón de gran altura: el Center Square I de 127 m (también conocido como Center Square East) y el Center Square II de 150 m (Center Square West), respectivamente, el 24° y el 15° edificios más altos de la ciudad. Diseñado por Vincent Kling & Associates en la década de 1960, Center Square abrió sus puertas en 1973. Al complejo se le atribuye el traslado del distrito de oficinas del centro de Filadelfia de South Broad Street a West Market Street. Inquilino desde 1975, la consultora de gestión Willis Towers Watson es el inquilino más grande de Center Square.
El complejo es más conocido por la escultura de Claes Oldenburg, Clothespin, en la plaza frente al edificio. Fanático del arte contemporáneo, el desarrollador Jack Wolgin encargó tres obras bajo el programa de porcentaje de arte de Filadelfia: Clothespin, Milord la Chamarre de Jean Dubuffet y una serie de carteles de Alexander Calder. Las obras ayudaron a Filadelfia a ganarse la reputación de promover el arte público.

## Historia
En la década de 1960, Wolgin comenzó el desarrollo de un complejo de gran altura de dos torres en el vecindario de West Market Street de Filadelfia. Las estructuras existentes en el sitio fueron demolidas en 1969 después de que la ciudad condenó las estructuras utilizando el dominio eminente. Con el proyecto por encima del presupuesto, Center Square fue rediseñado justo antes de que se programara el inicio de la construcción. Originalmente destinado a ser dos rascacielos de acero, el rediseño utilizó hormigón en su lugar. A diferencia de proyectos similares en la ciudad, todo el complejo se construyó de una vez. El Center Square de 80 millones de dólares se inauguró en 1973 con First Pennsylvania Bank como inquilino principal. A Center Square se le atribuye el traslado del distrito de oficinas del centro de Filadelfia de South Broad Street a West Market Street.
La Metropolitan Life Insurance Company (MetLife) tenía una participación en la propiedad del complejo desde que se construyó Center Square y en 1992 se convirtió en el único propietario. Wolgin vendió su participación en el complejo a principios de la década de 1980 y una sociedad liderada por Metropolitan Life of Virginia tomó el control del complejo alrededor de 2000. En 2002 MetLife puso la propiedad a la venta, y en octubre de ese año HRPT Properties Trust compró Center Square por 183,5 millones de dólares más costos de cierre. Con la adquisición de Center Square, HRPT Properties Trust (ahora llamado Equity Commonwealth) comenzó un plan de mejora y renovación para el complejo. Las mejoras incluyeron la modernización de su ascensor, aire acondicionado y sistemas de seguridad. Los planes de la firma de arquitectura Daroff Design Inc. incluían la limpieza de las estructuras y un rediseño de partes del atrio y la plaza frente al edificio. En julio de 2017, Nightingale Properties, con sede en Nueva York, compró los edificios por 328 millones de dólares, en ese momento el récord para una propiedad de múltiples inquilinos en Filadelfia.

## Arquitectura
Consta de dos torres de hormigón conectadas por un atrio, el Center Square de 170.000 m² está ubicado en Market Street entre las calles 15 y 16 en Center City. Ubicado justo al otro lado de la calle 15 al oeste del Ayuntamiento de Filadelfia, Center Square fue diseñado por Vincent Kling & Associates. El complejo fue uno de los varios edificios diseñados por Kling que rodean el Ayuntamiento. Estos edificios, incluido el Edificio de Servicios Municipales y One Meridian Plaza, reciben el apodo colectivo de "The Klingdom".
La más pequeña de las dos torres, la torre este de 32 pisos o Center Square I tiene 127 metros (m) de altura. La torre oeste de 40 pisos, Center Square II, ubicada en la esquina de las calles Market y 16th, tiene una altura de 150 m. los dos son los edificios 24º y 15º más altos de Filadelfia, respectivamente. El atrio de cuatro pisos que conecta los dos rascacielos está coronado por un tragaluz abovedado y los pisos están conectados por un ascensor triangular. Durante las renovaciones en 2008, una torre de tubos de luz cambiantes reemplazó el revestimiento de mármol de la torre del ascensor. La plaza frente a Center Square en la esquina de Market y 15th Streets tiene acceso a la estación de 15th Street de la Autoridad de Transporte del Sureste de Pensilvania (SEPTA).

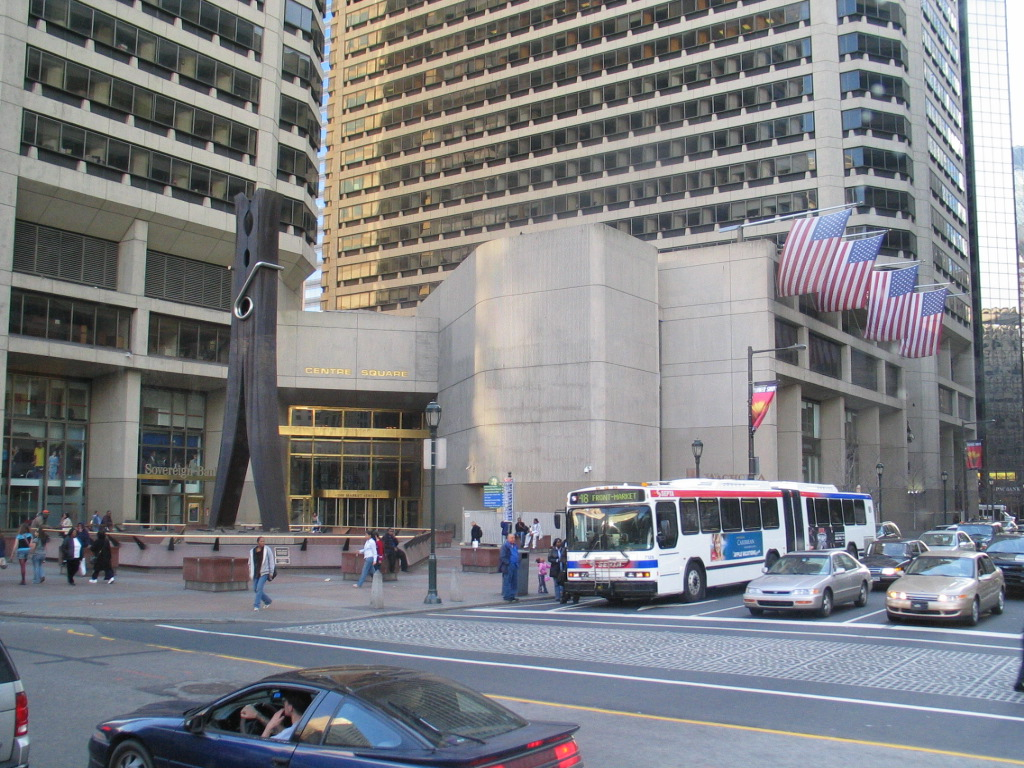
Plaza frente a Center Square antes del rediseño.

### Arte
Center Square ha albergado numerosas obras de arte contemporáneo. Hasta que la compañía se fue a mediados de la década de 1980, Arco Chemical Co., cuya sede estaba en Center Square, tenía una gran colección de arte contemporáneo exhibida en todo el complejo. Filadelfia tiene un programa de porcentaje para el arte, que requiere que un porcentaje de los costos de construcción se asigne al arte. Fanático y coleccionista de arte contemporáneo, el desarrollador Jack Wolgin encargó tres piezas para cumplir con la ordenanza. La pieza más famosa es la escultura de acero inoxidable y corten de 14 m de Claes Oldenburg, Clothespin (o sea 'pinza para la ropa'). Ubicada en la parte superior de la entrada del metro en la plaza frente al edificio, Center Square es más conocido por Clothespin y es a menudo llamado el edificio de pinzas para la ropa. El abogado de Wolgin dijo que el inquilino principal, el First Pennsylvania Bank, había solicitado una estatua convencional de un general a caballo, pero Wolgin dijo: "No, vas a conseguir una pinza para la ropa". También se encargó una segunda escultura. En el atrio se colocó la escultura de acero Milord la Chamarre de Jean Dubuffet. A mediados de la década de 1980, el interior fue renovado y Milord la Chamarre se trasladó al exterior en Market Street. También se encargaron ocho pendones de Alexander Calder. Las pancartas, que van desde los 5,5 m a los 8,5 m, se colgaron del techo del atrio y tenían coloridos diseños de sol, flores, luna y noche. Las pancartas de algodón y seda teñidas, las únicas pancartas que Calder diseñó, se quitaron durante las renovaciones en la década de 1980 y posteriormente se perdieron. Después de la presión del programa de arte de la Philadelphia Redevelopment Authority para buscar las pancartas, fueron descubiertas en un almacén a principios de la década de 2000. En 2009, algunas se exhibieron temporalmente en la Philadelphia Redevelopment Authority mientras la Autoridad de Reurbanización trabaja para encontrar un lugar para exhibirlas permanentemente.
Wolgin dijo que su objetivo al encargar las tres obras de arte era "proporcionar arte que realzara Filadelfia al integrar en la vida diaria de quienes viven o trabajan en la ciudad la alegría y la inspiración derivadas del gran arte". La ex directora del programa de arte de la Autoridad de Reurbanización, Mary Kilroy, dijo que el arte instalado en Center Square fue el punto en el que Filadelfia comenzó a construir su reputación como un gran promotor del arte público. En asociación con el Programa de Artes Murales, CommonWealth REIT está instalando un mural de mosaico de vidrio debajo de la pinza para la ropa en la entrada subterránea de Center Square. Realizado por Miriam Singer y Emilie Ledieu, el mural pretende representar las geografías de las personas que pasan por la plaza y se espera que esté terminado en noviembre de 2011.

## Inquilinos
El inquilino más grande del complejo es la firma consultora de gestión Towers Watson. Predecesor Towers Perrin tenía oficinas en Center Square desde 1975 y después de la renovación de su contrato de arrendamiento en 2004 ocupa entre 23.000 m² y 28.000 m² en la torre este. Saul Ewing arrienda 10.000 m² en los pisos 36, 37 y 38 de Center Square II. El bufete de abogados ha hecho del edificio su sede desde poco después de la inauguración del edificio. La compañía de cable Comcast hizo del edificio su sede de 1991 a 2007. Comcast se mudó al complejo luego de que un incendio dañara seriamente su antigua sede en One Meridian Plaza al otro lado de la calle. Dejó Center Square hacia su nueva sede en el Comcast Center a pesar de los intentos de HRPT Properties Trust de convencerlos de que se quedaran. En 1999, Lincoln National Corporation se mudó de Fort Wayne, Indiana, a Center Square. La empresa fabrica 3.000 m² en la torre oeste de su sede a pesar de trasladar a 400 empleados, incluida su alta dirección, fuera de Filadelfia y en el Municipio de Radnor en 2007. El bufete de abogados Conrad O’Brien también alquila espacio en la torre oeste. En 2011 alquiló 4 100 m² en los pisos 39 y 40. Un restaurante llamado Top of Center Square estaba ubicado en Center Square II. Ubicado en el último piso, fue el restaurante más alto de la historia de la ciudad y cerró en 1993.